# Frequencies from Planet Ten
| Recensione | Giudizio |
| ---------- | -------- |
| AllMusic   |          |

Frequencies from Planet Ten è l'album di debutto del gruppo inglese heavy metal degli Orange Goblin. Viene pubblicato nel 1997 dall'etichetta Rise Above Records e nel 2002 è ristampato come doppio CD insieme al secondo album della band, Time Travelling Blues (1999). La versione ristampata contiene due tracce bonus, entrambe estratte dal loro EP Nuclear Guru (etichetta Man's Ruin). La prima traccia bonus si chiama proprio Nuclear Guru, mentre la seconda è una cover di Hand of Doom dei Black Sabbath. Nell'uscita giapponese dell'album, queste due tracce non sono bonus e sono dunque presenti nella tracklist originale del 1997.

## Tracce
1. The Astral Project – 6:49
2. Magic Carpet – 3:19
3. Saruman's Wish – 6:04
4. Song of the Purple Mushroom Fish – 2:33
5. Aquatic Fanatic – 4:20
6. Lothlorian – 1:26
7. Land of Secret Dreams – 7:38
8. Orange Goblin – 5:33
9. Star Shaped Cloud – 9:40
10. Nuclear Guru (traccia bonus) – 6:46
11. Hand of Doom (traccia bonus; cover dei Black Sabbath) – 9:36

Le canzoni Saruman's Wish and Lothlorian si basano sull'opera fantasy di Tolkien Il Signore degli Anelli.
Per quanto riguarda Star Shaped Cloud, la canzone vera e propria termina a 7:05. Dopo un minuto e mezzo di silenzio (7:05 - 8:35), come traccia nascosta, si sentono rumori di una festa, di gente che parla e ride.
In un'altra versione rimasterizzata dell'album, questa traccia nascosta si trova alla conclusione del brano "Hand of Doom" (il brano dura 7:05, ma la traccia nascosta inizia al minuto 8:30).
Questa parte è stata tagliata nella ristampa del 2002.

## Formazione
- Ben Ward - voce
- Pete O'Malley - chitarra solista
- Joe Hoare - chitarra ritmica
- Martyn Millard - basso
- Duncan Gibbs - tastiere
- Chris Turner - batteria